# Coppa di Francia (pallacanestro maschile)
La Coppa di Francia (fr: Coupe de France de basket-ball) di pallacanestro è un trofeo nazionale francese organizzato annualmente dalla Federazione cestistica della Francia (FFBB).
Tra il 1982 e il 1995 la competizione venne giocata da squadre non professionistiche.
Dal 1991 la competizione è intitolata a Robert Busnel.

## Albo d'oro
- 1953 -  ASVEL
- 1954 -  P.U.C.
- 1955 -  P.U.C.
- 1956 -  Auboué
- 1957 -  ASVEL
- 1958 -  Charleville-Mézières
- 1959 -  Charleville-Mézières
- 1960 -  Denain
- 1961 -  SA Lione
- 1962 -  P.U.C.
- 1963 -  P.U.C.
- 1964 -  SCM Le Mans
- 1965 -  ASVEL
- 1966 -  ABC Nantes
- 1967 -  ASVEL
- 1968 - non disputata
- 1969 -  Vichy
- 1970 -  Vichy
- 1971 - 1993 non disputata
- 1994 -  CSP Limoges
- 1995 -  CSP Limoges
- 1996 -  ASVEL
- 1997 -  ASVEL
- 1998 -  Cholet
- 1999 -  Cholet
- 2000 -  CSP Limoges
- 2001 -  ASVEL
- 2002 -  Pau-Orthez
- 2003 -  Pau-Orthez
- 2004 -  Le Mans
- 2005 -  BCM Gravelines
- 2006 -  Digione
- 2007 -  Pau-Orthez
- 2007-2008 -  ASVEL
- 2008-2009 -  Le Mans
- 2009-2010 -  Orléanaise Loiret
- 2010-2011 -  Élan Chalon
- 2011-2012 -  Élan Chalon
- 2012-2013 -  Paris-Levallois
- 2013-2014 -  JSF Nanterre
- 2014-2015 -  Strasburgo
- 2015-2016 -  Le Mans
- 2016-2017 -  Nanterre 92
- 2017-2018 -  Strasburgo
- 2018-2019 -  ASVEL
- 2019-2020 - non assegnata
- 2020-2021 -  ASVEL
- 2021-2022 -  Pau-Lacq-Orthez
- 2022-2023 -  Monaco
- 2023-2024 -  Digione
- 2024-2025 -  Paris

## Vittorie per club
| Club                 | Vittorie | Anno                                                       |
| -------------------- | -------- | ---------------------------------------------------------- |
| ASVEL                | 10       | 1953, 1957, 1965, 1967, 1996, 1997, 2001, 2008, 2019, 2021 |
| P.U.C.               | 4        | 1954, 1955, 1962, 1963                                     |
| Le Mans              | 4        | 1964, 2004, 2009, 2016                                     |
| Pau-Lacq-Orthez      | 4        | 2002, 2003, 2007, 2022                                     |
| Limoges CSP          | 3        | 1994, 1995, 2000                                           |
| Charleville-Mézières | 2        | 1958, 1959                                                 |
| Vichy                | 2        | 1969, 1970                                                 |
| Cholet               | 2        | 1998, 1999                                                 |
| Élan Chalon          | 2        | 2011, 2012                                                 |
| Nanterre 92          | 2        | 2014, 2017                                                 |
| Strasburgo           | 2        | 2015, 2018                                                 |
| Digione              | 2        | 2006, 2024                                                 |
| Auboué               | 1        | 1956                                                       |
| Denain               | 1        | 1960                                                       |
| SA Lione             | 1        | 1961                                                       |
| ABC Nantes           | 1        | 1966                                                       |
| BCM Gravelines       | 1        | 2005                                                       |
| Orléans Loiret       | 1        | 2010                                                       |
| Paris-Levallois      | 1        | 2013                                                       |
| Monaco               | 1        | 2023                                                       |
| Paris                | 1        | 2025                                                       |